# 1962-es afrikai nemzetek kupája (selejtező)
Az 1962-es afrikai nemzetek kupája selejtezőit 1962. április 8. és 1962. december 10. között játszották le. Egyiptom címvédőként, míg Etiópia rendezőként automatikusan kijutott a tornára. Marokkó visszalépett a selejtezőktől, így a maradék két helyért 5 ország válogatottja mérkőzött.

## Kijutott csapatok
- Egyiptom (címvédő)
- Etiópia (rendező)
- Tunézia
- Uganda

## Lebonyolítás
A 6 válogatottat páronként összesorsolták és egyenes kieséses rendszerben oda-vissza megmérkőztek egymással. A továbbjutó csapatokat, ismét összesorsolták és a győztesek kijutottak a tornára.

## Selejtezők

### Első forduló
|  |

| Tunézia | Törölve | Marokkó      |
| ------- | ------- | ------------ |
|         |         | Visszalépett |

| Tunisz |

|  |

| Marokkó      | Törölve | Tunézia |
| ------------ | ------- | ------- |
| Visszalépett |         |         |

| Casablanca |

Tunézia jutott tovább a második fordulóba, miután Marokkó visszalépett; mindkét mérkőzés eredményét 2–0-val Tunézia javára írták jóvá.
| 1961. április 8. |

| Nigéria | 0–0 | Ghána |
| ------- | --- | ----- |
|         |     |       |

| Surulere stadion, Lagos |

| 1961. április 30. |

| Ghána              | 2–2 | Nigéria        |
| ------------------ | --- | -------------- |
| Acquah Aggrey-Fynn |     | Onyeali Fayemi |

| Accra Sport stadion, Accra |

A két mérkőzés után összesítésben 2-2-re végeztek a felek; idegenben szerzett gólokkal Nigéria jutott be a második fordulóba.
| 1961. augusztus 5. |

| Kenya | 0–1 | Uganda    |
| ----- | --- | --------- |
|       |     | Odong 17' |

| Nairobi városi stadion, Nairobi |

| 1961. szeptember 23. |

| Uganda | 0–1 | Kenya      |
| ------ | --- | ---------- |
|        |     | Opicho 75' |

| Nakivubo stadion, Kampala |

A két mérkőzés után összesítésben 1-1-re végeztek a felek. Az előírás szerint sorsolásnak kellett volna döntenie, de a két csapat ragaszkodott ahhoz, hogy a pályán dőljön el a párharc, így rendeztek egy harmadik mérkőzést is.
Rájátszás
| 1961. október 29. |

| Uganda                | 2–0 | Kenya |
| --------------------- | --- | ----- |
| Ssewava 50' Fauza 80' |     |       |

| Nakivubo stadion, Kampala |

### Második forduló
| 1. csapat | Össz.    | 2. csapat | 1. mérk. | 2. mérk. |
| --------- | -------- | --------- | -------- | -------- |
| Nigéria   | 2–3      | Tunézia   | 2–1      | 0–2      |
| Uganda    | Kijutott |           |          |          |

| 1961. november 25. |

| Nigéria | 2–1 | Tunézia |
| ------- | --- | ------- |
|         |     |         |

| Surulere stadion, Lagos |

| 1961. december 10. |

| Tunézia | 2–2 (részeredmény 65') 2–0 (jóváírt eredmény) | Nigéria |
| ------- | --------------------------------------------- | ------- |
|         |                                               |         |

| Stade Chedly Zouiten, Tunisz |

Nigéria levonult a pályáról, miután Tunézia a 65. percben kiegyenlített. A mérkőzés végeredményét Tunézia javára ítélték 2–0-val, így 3–2-es összesítéssel kijutottak a tornára. Uganda sorsolás után automatikusan kijutott.